# Robert Rossen
Robert Rossen (Nova Iorque, 16 de março de 1908 - Nova Iorque, 18 de fevereiro de 1966) foi um roteirista, produtor e diretor de cinema norte-americano. 

## Biografia
Filho de um rabino russo que emigrou para os EUA, estudou na Universidade de Nova Iorque. Começou como escrevendo e dirigindo peças na Off-Broadway. Chamou a atenção do diretor da Warner Mervyn LeRoy, que o contratou como roteirista em 1936.

## Carreira
Estreou no cinema no ano seguinte escrevendo o roteiro de Marked Woman, em colaboração com Abem Finkel. Desta época até 1947 pertenceu ao Partido Comunista dos Estados Unidos. Também em 1947 estréia na direção com Johnny O'Clock. Em 1949 produz, escreve e dirige All the King's Men, filme ganhador do Oscar de melhor filme de 1950, além de outras indicações.

## Comunismo
Acusado de ser comunista, foi convocado em 1951 para depor no Comitê de Investigação de Atividades Antiamericanas do Senado dos Estados Unidos, porém lançou mão da Quinta emenda da constituição dos Estados Unidos da América. Incluido na Lista Negra de Hollywood, ficou os próximos dois anos sem trabalho. Depôs ao Comitê novamente em 1953, e desta vez, divulgou os nomes de 57 pessoas supostamente comunistas.

## Filmografia
- Marked Woman (1937) (roteiro)
- They Won't Forget (1937) (roteiro)
- Racket Busters (1938) (argumento e roteiro)
- A Child Is Born (1939) (roteiro)
- Dust Be My Destiny (1939) (roteiro)
- The Roaring Twenties (1939) (roteiro)
- Blues in the Night (1941) (roteiro)
- Out of the Fog (1941) (roteiro)
- The Sea Wolf (1941) (roteiro)
- Edge of Darkness (1943) (roteiro)
- A Walk in the Sun (1945) (roteiro)
- The Strange Love of Martha Ivers (1946) (roteiro)
- Johnny O'Clock (1947) (roteiro e direção)
- Desert Fury (1947) (roteiro)
- Body and Soul (direção)
- All the King's Men (roteiro, produção e direção)
- The Undercover Man (1949) (produção)
- The Brave Bulls (1951) (produção e direção)
- Mambo (1954) (roteiro e direção)
- Alexander the Great (1956) (roteiro, produção e direção)
- Island in the Sun (1957) (direção)
- They Came to Cordura (1959) (roteiro e direção)
- The Hustler (1961) (roteiro, produção e direção)
- Lilith (1964) (roteiro, produção e direção)